# Colonomyia freemani
Colonomyia freemani är en tvåvingeart som beskrevs av Dalton de Souza Amorim och Rindal 2007. Colonomyia freemani ingår i släktet Colonomyia och familjen Rangomaramidae. Inga underarter finns listade i Catalogue of Life.